# ایتن عامر
ایتن عامر (عربی: أيتن عامر؛ زادهٔ ۲۲ نوامبر ۱۹۹۰) هنرپیشه اهل مصر است. او فعالیت حرفه‌ای خود را در ابتدا به عنوان یک مدل آغاز کرد.